# Sitapur Pra.Ra.
Sitapur Pra.Ra. – gaun wikas samiti we wschodniej części Nepalu w strefie Sagarmatha w dystrykcie Siraha. Według nepalskiego spisu powszechnego z 2001 roku liczył on 776 gospodarstw domowych i 4242 mieszkańców (2052 kobiet i 2190 mężczyzn).